# Mesorhaga mellavana
Mesorhaga mellavana är en tvåvingeart som beskrevs av Jennifer L. Hollis 1963. Mesorhaga mellavana ingår i släktet Mesorhaga och familjen styltflugor.
Artens utbredningsområde är Sri Lanka. Inga underarter finns listade i Catalogue of Life.